# Hamacantha azorica
Hamacantha azorica är en svampdjursart som beskrevs av Topsent 1904. Hamacantha azorica ingår i släktet Hamacantha och familjen Hamacanthidae. Inga underarter finns listade i Catalogue of Life.